# Publio Cornelio Scipione nell'eredità storica culturale
Il console romano Publio Cornelio Scipione è un personaggio ricordato nell'eredità storica culturale della seconda guerra punica e in alcune opere della moderna cultura di massa.

## Letteratura
L'altro grande protagonista della seconda guerra punica, oltre ad Annibale, che ha lasciato il suo segno nella storia è Scipione l'Africano, il primo comandante militare romano a essere onorato col nome del popolo da lui vinto. Si racconta che l'entusiasmo del popolo romano, dopo il suo ritorno dall'Africa, fosse così grande da volerlo proclamare console e dittatore perpetuo. Ma Scipione rifiutò redarguendo severamente la folla che intendeva elevarlo a un potere di fatto, se non di nome, pari a quello di un re. Una moderazione questa di Scipione che susciterà l'ammirazione di Cicerone ma che non trova conferma nella condotta politica dell'Africano che, pur formalmente rispettando le istituzioni repubblicane, riuscì a far eleggere al consolato ben sette membri della sua famiglia e addirittura ad avere tra i senatori due suoi clienti ottenendo così il pieno controllo della politica romana. Non a caso dunque gli storici moderni vedono in lui quello che per primo esaltò l'azione personale dei grandi politici-militari e delle loro famiglie, considerandolo per questo il precursore del cesarismo:
In realtà la cultura ellenica, che si era caratterizzata per l'esaltazione delle singole personalità come quelle di Filippo II di Macedonia e di suo figlio Alessandro Magno, aveva trovato in Roma dei seguaci nella nobiltà romana e nella famiglia degli Scipioni e un cantore in Quinto Ennio (239 a.C-169 a.C.) che vedeva in Scipione l'Africano un personaggio romano all'altezza di quei grandi protagonisti orientali. Scipione aveva corroborato questa impressione con il suo individualismo e protagonismo quando in Spagna era stato acclamato come re e quando in Oriente aveva trattato come un loro pari con i sovrani ellenistici quasi fosse il portatore della politica romana e non un semplice portavoce del Senato. Ennio che già aveva esaltato con l'Ambracia la gloria militare di Marco Fulvio Nobiliore celebrava ora Scipione in  Scipio un poema storico epico a lui dedicato come eroe dalla gloria imperitura. Catone il censore, che aveva da sempre combattuto questa ellenizzazione dei costumi romani, aveva ben compreso a cosa avrebbe condotto questa deriva personalistica stroncando il clan degli Sciponi con una serie di processi a loro intentati (187 a.C.) e costringendo a vita privata l'Africano e contrapponendo agli Annales di Ennio le sue Origenes dove evidenziava la sua concezione della potenza mondiale romana voluta dagli dei basata non sull'eroismo dei singoli ma sui valori della intera società romana.
Così anche lo vede Dante che lo cita nel Convivio, nella Monarchia e in ognuna delle tre cantiche, come colui che la divina Provvidenza aveva fatto strumento del proprio progetto di conferire a Roma l'Impero più grande del mondo.
Scipione è l'eroe di Petrarca nel poema in latino Africa che ripropone la visione elogiativa di Livio del condottiero romano.
Scipione è menzionato anche nel Principe di Machiavelli nel capitolo XVII dal titolo "Per quanto riguarda la crudeltà e la clemenza, e se è meglio essere amato che temuto". John Milton menziona Scipione nel libro IX del Paradiso perduto dove accenna ad Alessandro il Grande ed a Scipione l'Africano, che si attribuivano un'origine divina, dicendo di essere stati generati da Giove trasformato in serpente.
Scipione è il protagonista della trilogia a lui dedicata, scritta interamente dallo scrittore spagnolo Santiago Posteguillo.
Il celebre stratega militare britannico Sir Basil Lidell Hart dedica un saggio a Scipione, in cui analizza le sue campagne in Spagna, Nord Africa e Grecia, definendolo "il più grande comandante della storia".

## Cinematografia

Il film di propaganda fascista Scipione l'Africano: il popolo acclama il condottiero col saluto romano

Scipione Asiatico e Scipione l'Africano dal film di Luigi Magni, Scipione detto anche l'Africano

Il cesarismo di Scipione trova infine conferma nell'interesse di Benito Mussolini per questo personaggio quando, poco prima della invasione italiana dell'Etiopia, commissionò un film epico colossale che descrivesse le gesta dell'eroe romano in Africa. A Carmine Gallone fu affidata la regia del film Scipione l'Africano che fu premiato nel 1937 alla 5ª Mostra internazionale d'arte cinematografica di Venezia con la Coppa Mussolini come miglior film italiano.
Nel 1971 Luigi Magni sceneggiò e diresse il film Scipione detto anche l'Africano, interpretato da Marcello Mastroianni (Scipione l'Africano), Silvana Mangano (la moglie, Emilia Terza), Ruggero Mastroianni (il fratello, Scipione l'Asiatico), Vittorio Gassman (Catone il Censore) e Woody Strode (Massinissa), in cui gli eventi storici del Processo degli Scipioni sono ritratti in tono satirico con alcuni riferimenti intenzionali agli eventi politici del tempo in cui è stato girato il film.

## Arte

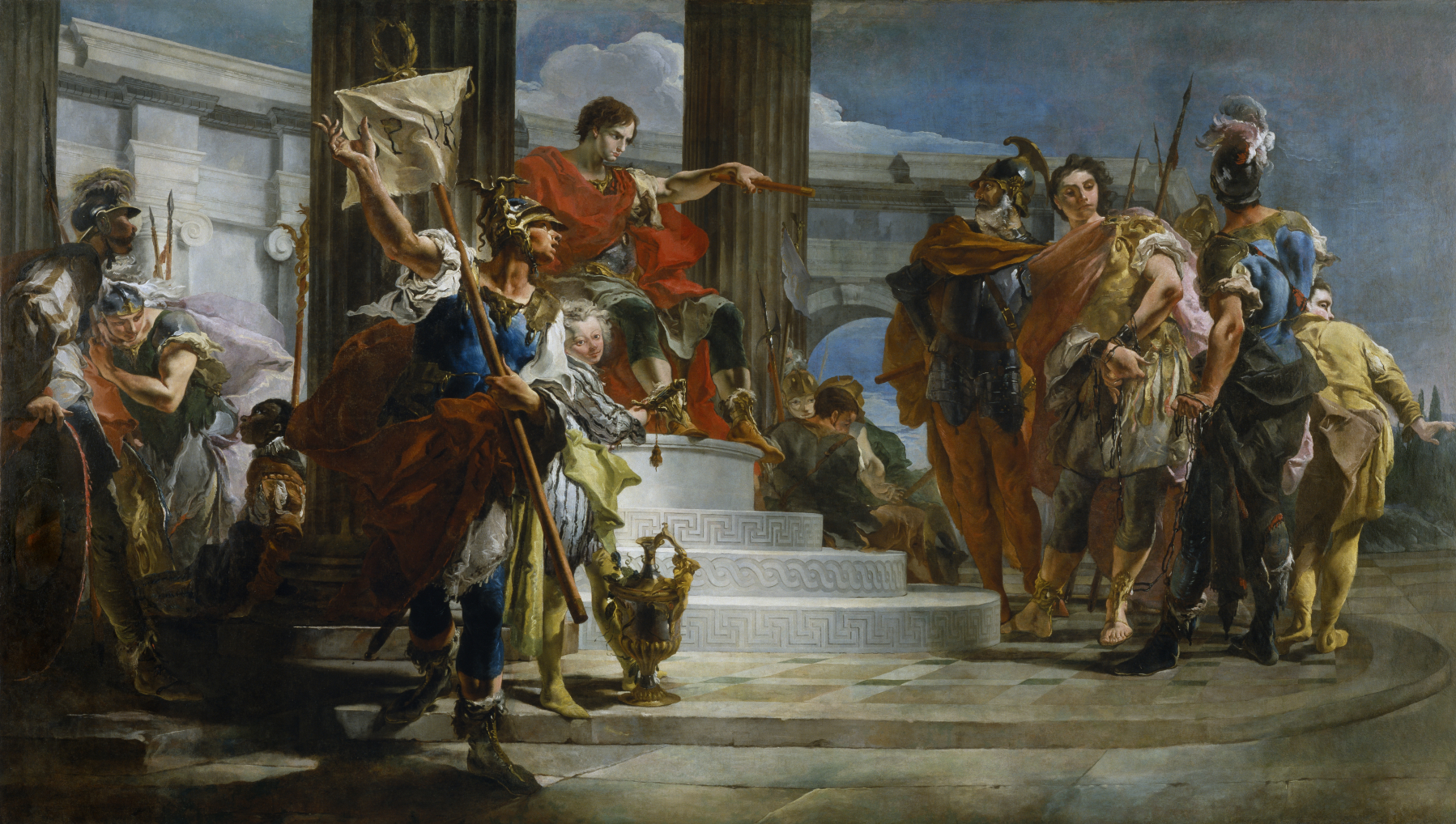
Scipione Africano libera Massiva, Giambattista Tiepolo (1719-1721)

La moderazione di Scipione è stato un motivo ricorrente nella letteratura esemplare e nell'arte dove viene esaltata la sua clemenza verso i vinti. Molti furono i quadri ispirati all'episodio della continenza del generale romano dopo la battaglia di Nuova Cartagine (oggi Cartagena).
Versioni dello stesso soggetto sono stati dipinti da molti artisti dal Rinascimento fino al XIX secolo, tra cui Andrea Mantegna (Introduzione del culto di Cibele a Roma) e Nicolas Poussin.

## Musica
Scipione è citato nel testo del canto risorgimentale Il Canto degli Italiani. Precisamente, nella strofa l'Italia s'è desta, dell'elmo di Scipio s'è cinta la testa. Il riferimento venne fatto da Goffredo Mameli con un particolare significato: l'Italia ha di nuovo sulla testa l'elmo di Scipione l'Africano, il quale sconfisse Annibale e i Cartaginesi nella battaglia di Zama. L'Italia, quindi, è tornata a combattere per ottenere la libertà ed essere unita; così come Scipione aveva, in fondo, liberato il suolo italico antico dai Punici, la nuova Italia sorgerà scacciando il nuovo straniero.
Publio Cornelio Scipione fu il protagonista di una serie di opere musicali come ad esempio quelle di George Frideric Handel e Carlo Francesco Pollarolo.

## Videoludica
Nella serie Imperivm, Scipione l'Africano compare nei titoli Imperivm: Le guerre puniche e Imperivm: Le grandi battaglie di Roma, rispettivamente nella campagna romana (Le Guerre Puniche) e nella Grande Battaglia Sbarco in Africa.
Nel videogioco per smartphone Rise of Kingdoms, è il primo comandante giocabile se si sceglie di iniziare il gioco con la civiltà romana.

## Fumetti
Publio Cornelio Scipione è, insieme ad Annibale, il protagonista del manga Ad Astra - Scipione e Annibale, di Mihachi Kagano, incentrato sulla prima parte della vita dei due condottieri e, in particolare, sulla seconda guerra punica.